# Tournoi de tennis de Paris Racing
Ne pas confondre avec l' autre tournois de tennis de  Paris : l'Open Clarins
Le tournoi de tennis de Paris Racing est un tournoi de tennis féminin du circuit professionnel WTA.
Il est créé en 2022 pour rejoindre les tournois classés en WTA 125. L'épreuve est placée dans le calendrier féminin avant Roland-Garros. Le tournoi se déroule sur le site de la Croix Catelan, au sein du club Lagardère Paris Racing.
La création de ce nouveau tournoi marque le retour d’une épreuve du circuit principal WTA à Paris après l’Open GDF Suez qui s’est disputé à Coubertin de 1993 à 2014.

## Palmarès

### Simple
| No | Date       | Nom et lieu du tournoi   | Catégorie | Dotation  | Surface      | Vainqueure     | Finaliste           | Score         |         |
| -- | ---------- | ------------------------ | --------- | --------- | ------------ | -------------- | ------------------- | ------------- | ------- |
| 1  | 09-05-2022 | Trophée Lagardère, Paris | WTA 125   | 92 742 €  | Terre (ext.) | Claire Liu     | Beatriz Haddad Maia | 6-3, 6-4      | Tableau |
| 2  | 15-05-2023 | Trophée Clarins, Paris   | WTA 125   | 115 000 $ | Terre (ext.) | Diane Parry    | Caty McNally        | Forfait       | Tableau |
| 3  | 13-05-2024 | Trophée Clarins, Paris   | WTA 125   | 115 000 $ | Terre (ext.) | Diana Shnaider | Emma Navarro        | 6-2, 3-6, 6-4 | Tableau |
| 4  | 12-05-2025 | Trophée Clarins, Paris   | WTA 125   | 115 000 $ | Terre (ext.) | Katie Boulter  | Chloé Paquet        | 3-6, 6-2, 6-3 | Tableau |

### Double
| No | Date       | Nom et lieu du tournoi  | Catégorie | Dotation  | Surface      | Vainqueures                             | Finalistes                        | Score              |         |
| -- | ---------- | ----------------------- | --------- | --------- | ------------ | --------------------------------------- | --------------------------------- | ------------------ | ------- |
| 1  | 09-05-2022 | Trophée Lagardère Paris | WTA 125   | 92 742 €  | Terre (ext.) | Beatriz Haddad Maia Kristina Mladenovic | Oksana Kalashnikova Miyu Kato     | 5-7, 6-4, [10-4]   | Tableau |
| 2  | 15-05-2023 | Trophée Clarins Paris   | WTA 125   | 115 000 $ | Terre (ext.) | Anna Danilina Vera Zvonareva            | Nadiia Kichenok Alycia Parks      | 5-7, 7-62, [14-12] | Tableau |
| 3  | 13-05-2024 | Trophée Clarins Paris   | WTA 125   | 115 000 $ | Terre (ext.) | Asia Muhammad Aldila Sutjiadi           | Monica Niculescu Zhu Lin          | 7-63, 6-4, [11-9]  | Tableau |
| 4  | 12-05-2025 | Trophée Clarins Paris   | WTA 125   | 115 000 $ | Terre (ext.) | Irina Khromacheva Fanny Stollár         | Tereza Mihalíková Olivia Nicholls | 4-6, 7-65, [10-5]  | Tableau |